# Liste der Stolpersteine in Monheim am Rhein

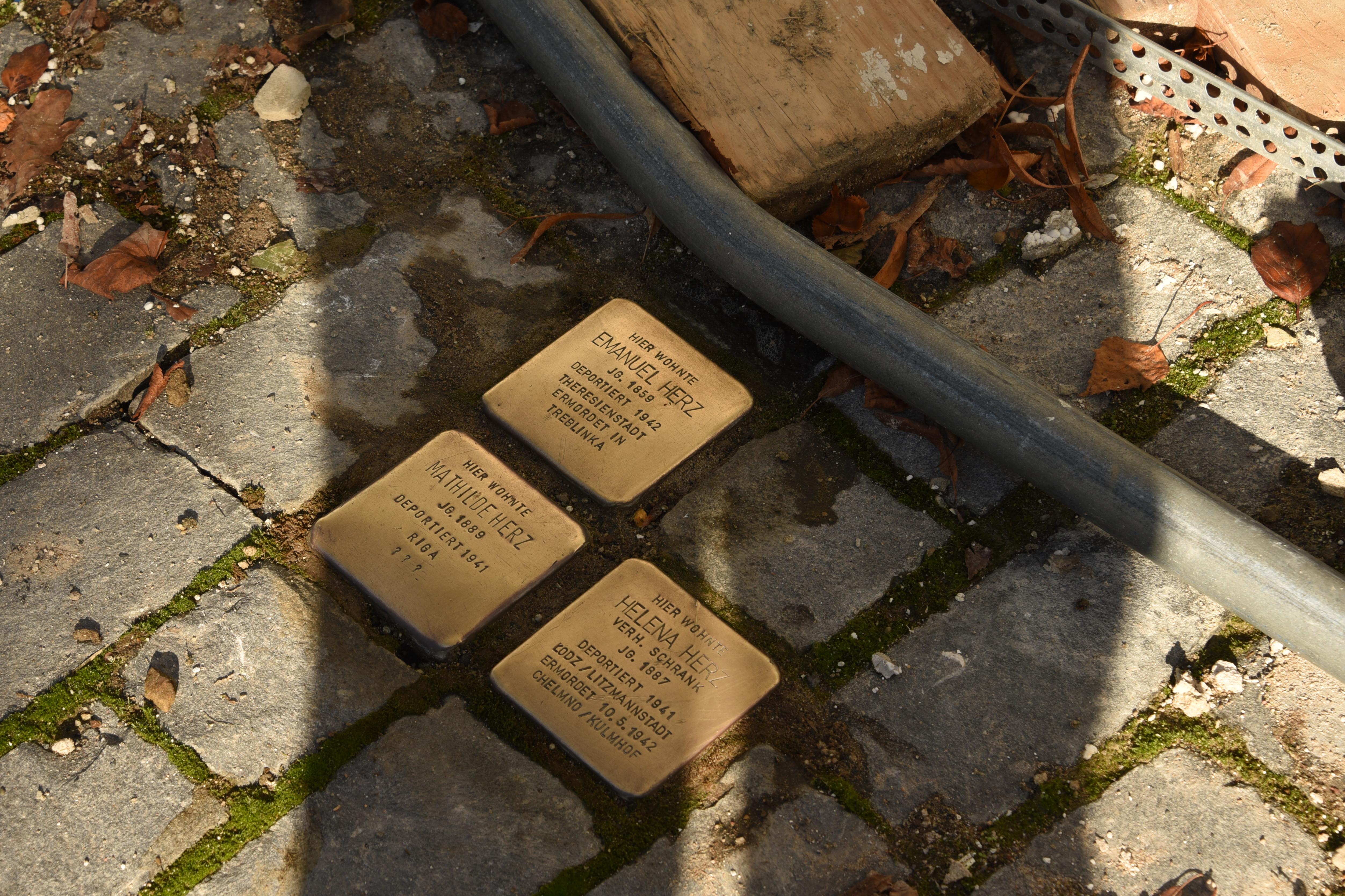
Stolpersteine in Monheim am Rhein

Diese Liste der Stolpersteine in Monheim am Rhein enthält die Stolpersteine, die im Rahmen des gleichnamigen Kunstprojekts von Gunter Demnig in der mittleren kreisangehörigen Stadt Monheim am Rhein im nordrhein-westfälischen Regierungsbezirk Düsseldorf verlegt wurden. Auf der Oberseite der Betonquader mit zehn Zentimeter Kantenlänge ist eine Messingtafel verankert, die Auskunft über Namen, Geburtsjahr und Schicksal der Personen gibt, derer gedacht werden soll. Die Steine sind in den Bürgersteig vor den ehemaligen Wohnhäusern der Opfer der nationalsozialistischen Gewaltherrschaft eingelassen. Mit ihnen soll Opfern des Nationalsozialismus gedacht werden, die in Monheim am Rhein lebten und wirkten.

## Stolperschwelle
| Stolperschwelle vor dem Haus Klappertorstraße 47 | Inschrift | |
| ------------------------------------------------ | --------- | --- |
| Stolperschwelle vor dem Haus Klappertorstraße 47 | Inschrift | HIER BEFAND SICH VON 1940 BIS 1945 DAS STAMMLAGER 1313 HIER WAREN MINDESTENS 44 FRANZÖSISCHE KRIEGSGEFANGENE INTERNIERT DIE KRIEGSGEFANGENEN MUSSTEN – ENTGEGEN DER GENFER KONVENTION – ZWANGSARBEIT LEISTEN IN DER BAUMBERGER LANDWIRTSCHAFT – IN DER INDUSTRIE – IM HANDWERK |

## Verlegte Stolpersteine
In Monheim am Rhein wurden 66 Stolpersteine an 21 Anschriften verlegt.
| Stolperstein | Inschrift | Verlegeort                                                               | Name, Leben |
| --- | --- | ------------------------------------------------------------------------ | --- |
| Bild gesucht Der Benutzer GeorgDerReisende ( Diskussion ) wünscht sich an dieser Stelle ein Bild vom Ort mit diesen Koordinaten 51.090005 6.886885 . Motiv: Frohnstraße 44, die Stolpersteine für 13 Mitarbeiter der Kettenfabrik Pötz & Sand, die Lage und das Haus Falls du dabei helfen möchtest, erklärt die Anleitung , wie das geht. BW                     | HIER WOHNTE UND ARBEITETE WASILIJ ALEXEJEV JG. 1882 SOWJETUNION ZWANGSARBEIT SEIT 1944 TOT AN DEN FOLGEN 23.9.1944                       | Frohnstraße 44 (Kettenfabrik Pötz & Sand)                                | Wasilij Alexejev |
| | HIER WOHNTE UND ARBEITETE IWAN ARSENTJEV JG. 1930 SOWJETUNION ZWANGSARBEIT SEIT 1944 TOT 21.2.1945 BOMBENANGRIFF                         | Frohnstraße 44 (Kettenfabrik Pötz & Sand)                                | Iwan Arsentjev |
| | HIER WOHNTE UND ARBEITETE EKATERINA ARSENTJEVA JG. 1907 SOWJETUNION ZWANGSARBEIT SEIT 1944 BEFREIT                                       | Frohnstraße 44 (Kettenfabrik Pötz & Sand)                                | Ekaterina Arsentjeva |
| | HIER PREDIGTE UND HALF FRANZ BOEHM JG. 1880 VERHAFTET 5.6.1944 KZ DACHAU TOT 13.2.1945                                                   | Franz-Boehm-Straße 4 (vor dem Treppenaufgang zu St. Gereon)              | Franz Boehm, geboren 1880, war Pfarrer in Monheim am Rhein. Ihm wurde eine Straße in der Stadt gewidmet, jene die an der Kirche St. Gereon vorbeiführt. |
| | HIER WOHNTE UND ARBEITETE GUIJ BOOTS JG. 1924 NIEDERLANDE ZWANGSARBEIT SEIT 1943 TOT AN DEN FOLGEN 4.10.1943                             | Industriestraße 2 (Hefefabrik Uniferm und ehem. Rheinische Pappenfabrik) | Guij Boots |
| | HIER WOHNTE UND ARBEITETE LUIGI COGLIATI JG. 1917 ITALIEN KRIEGSGEFANGENER ZWANGSARBEIT SEIT 1944 TOT 6.10.1944 BOMBENANGRIFF            | Rheinpromenade / Krischerstraße 100 (Rhenania-Ossag Mineralölwerke)      | Luigi Cogliati |
| | HIER WOHNTE FELIX DAHL JG. 1900 FLUCHT 1939 LUXEMBURG 1940 FRANKREICH INTERNIERT DRANCY DEPORTIERT 1944 ERMORDET IN AUSCHWITZ            | Frohnstraße 14                                                           | Felix Dahl |
| | HIER WOHNTE HEDWIG DAHL GEB. HERZ JG. 1908 FLUCHT 1939 LUXEMBURG 1940 FRANKREICH INTERNIERT DRANCY DEPORTIERT 1944 ERMORDET IN AUSCHWITZ | Frohnstraße 14                                                           | Hedwig Dahl |
| | HIER WOHNTE UND ARBEITETE PIETRO DI GREGORIO JG. 1918 ITALIEN KRIEGSGEFANGENER ZWANGSARBEIT SEIT 1944 TOT 6.10.1944 BOMBENANGRIFF        | Rheinpromenade / Krischerstraße 100 (Rhenania-Ossag Mineralölwerke)      | Pietro Di Gregorio |
| | HIER WOHNTE ZWANGSWEISE ALEKSANDER DRYZMALSKI JG. 1905 POLEN ZWANGSARBEIT SEIT 1940 FLUCHT IN DEN TOD 3.6.1945                           | Lottenstraße 6                                                           | Alexander Drzymalski |
| | HIER WOHNTE UND ARBEITETE AURELIO FUMAGALLI JG. 1906 ITALIEN ZWANGSARBEIT SEIT 1944 TOT 25.11.1944 BOMBENANGRIFF                         | Industriestraße 2 (Hefefabrik Uniferm und ehem. Rheinische Pappenfabrik) | Aurelio Fumagalli |
| | HIER WOHNTE UND ARBEITETE EWDOKIJA GLEBOWA JG. 1899 SOWJETUNION ZWANGSARBEIT SEIT 1944 BEFREIT                                           | Frohnstraße 44 (Kettenfabrik Pötz & Sand)                                | Ewdokija Glebowa |
| | HIER WOHNTE PARASKEWA GLEBOWA JG. 1939 SOWJETUNION MANGELS VERSORGUNG TOT 24.11.1944                                                     | Frohnstraße 44 (Kettenfabrik Pötz & Sand)                                | Paraskewa Glebowa |
| | HIER WOHNTE ALFRED HERZ JG. 1882 DEPORTIERT 1941 RIGA FÜR TOT ERKLÄRT                                                                    | Frohnstraße 14                                                           | Alfred Herz |
| | HIER WOHNTE EMANUEL HERZ JG. 1859 DEPORTIERT 1942 THERESIENSTADT ERMORDET IN TREBLINKA                                                   | Franz-Boehm-Straße 3                                                     | Emanuel Herz |
| | HIER WOHNTE GOLDINA HERZ GEB. BLUMENFELD JG. 1882 DEPORTIERT 1941 RIGA FÜR TOT ERKLÄRT                                                   | Frohnstraße 14                                                           | Goldina Herz |
| | HIER WOHNTE HELENA HERZ VERH. SCHRANK JG. 1887 DEPORTIERT 1941 LODZ / LITZMANNSTADT ERMORDET 10.5.1942 CHELMNO / KULMHOF                 | Franz-Boehm-Straße 3                                                     | Helena Herz verh. Schrank |
| | HIER WOHNTE IRMA HERZ JG. 1914 DEPORTIERT 1942 MINSK ERMORDET IN MALY TROSTINEC                                                          | Frohnstraße 14                                                           | Irma Herz |
| | HIER WOHNTE JOHANNA HERZ JG. 1873 DEPORTIERT 1942 ERMORDET IN TREBLINKA                                                                  | Grabenstraße 54                                                          | Johanna Herz |
| | HIER WOHNTE JOSEPH HERZ JG. 1865 DEPORTIERT 1942 THERESIENSTADT TOT 17.9.1942                                                            | Grabenstraße 54                                                          | Joseph Herz |
| | HIER WOHNTE MATHILDE HERZ JG. 1869 DEPORTIERT 1941 RIGA ?                                                                                | Franz-Boehm-Straße 3                                                     | Mathilde Herz |
| | HIER WOHNTE SARA HERZ JG. 1868 DEPORTIERT 1942 THERESIENSTADT TREBLINKA ?                                                                | Grabenstraße 54                                                          | Sara Herz |
| | HIER WOHNTE WILHELMINE HERZ JG. 1872 EINGEWIESEN 1928 HEILANSTALT GALKHAUSEN 'VERLEGT' 14.2.1941 HADAMAR ERMORDET 14.2.1941 AKTION T4    | Grabenstraße 54                                                          | Wilhelmine Herz |
| | HIER WOHNTE UND ARBEITETE JOHANNES WILHELM HUYGEVOORT JG. 1924 NIEDERLANDE ZWANGSARBEIT TOT 28.7.1943                                    | Industriestraße 2 (Hefefabrik Uniferm und ehem. Rheinische Pappenfabrik) | Johannes Wilhelm Huygevoort |
| Bild gesucht Der Benutzer GeorgDerReisende ( Diskussion ) wünscht sich an dieser Stelle ein Bild vom Ort mit diesen Koordinaten 51.093449 6.912613 . Motiv: Opladener Straße 200, vor dem historischen Bagger am Monbag-See, der Stolperstein für Ernst Kolisch, die Lage und der Bagger Falls du dabei helfen möchtest, erklärt die Anleitung , wie das geht. BW | HIER ARBEITETE ERNST KOLISCH JG. 1891 DENUNZIERT VERHAFTET 1944 VON GESTAPO BUCHENWALD ERMORDET 26.3.1945                                | Opladener Straße (vor dem Kran am Monbag-See)                            | Ernst Kolisch |
| | HIER WOHNTE UND ARBEITETE WLADIMIR KOLOMICHEV JG. 1925 SOWJETUNION ZWANGSARBEIT SEIT 1942 TOT 21.2.1945 BOMBENANGRIFF                    | Frohnstraße 44 (Kettenfabrik Pötz & Sand)                                | Wladimir Kolomichev |
| | HIER GEBOREN ANTONIUS KOSUPSKIJ JG. 1944 ÜBERLEBT                                                                                        | Leienstraße 18                                                           | Antonius Kosupskij |
| | HIER WOHNTE UND ARBEITETE IWAN KOSUPSKIJ JG. 1923 UKRAINE ZWANGSARBEIT SEIT 1943 TOT 10.4.1945 TIEFFLIEGERBESCHUSS                       | Leienstraße 18                                                           | Iwan Kosupskij |
| | HIER WOHNTE UND ARBEITETE TATJANA KOSUPSKIJ JG. 1924 UKRAINE ZWANGSARBEIT SEIT 1943 BEFREIT                                              | Leienstraße 18                                                           | Iwan Kosupskij |
| | HIER ARBEITETE JAN KRAWIEC JG. 1887 POLEN ZWANGSARBEIT SEIT 1940 BEFREIT                                                                 | Bleer Straße 43 (Vogtshof)                                               | Jan Krawiec |
| | HIER ARBEITETE JAN KRAWIEC JG. 1923 POLEN ZWANGSARBEIT SEIT 1940 ERMORDET MAI 1945                                                       | Bleer Straße 43 (Vogtshof)                                               | Jan Krawiec |
| | HIER ARBEITETE KATHARINA KRAWIEC JG. 1897 POLEN ZWANGSARBEIT SEIT 1940 BEFREIT                                                           | Bleer Straße 43 (Vogtshof)                                               | Katharina Krawiec |
| Bild gesucht Der Benutzer GeorgDerReisende ( Diskussion ) wünscht sich an dieser Stelle ein Bild vom Ort mit diesen Koordinaten 51.082015 6.919913 . Motiv: Altjudenhof, die Stolpersteine für Boleslaw Krzyskowiak und Czeslaw Pitucha, die Lage und der Hof Falls du dabei helfen möchtest, erklärt die Anleitung , wie das geht. BW                            | HIER WOHNTE UND ARBEITETE BOLESŁAW KRZYŚKOWIAK JG. 1908 POLEN ZWANGSARBEIT SEIT 1940 TOT 6.4.1945 TIEFFLIEGERBESCHUSS                    | Altjudenhof 1                                                            | Bolesław Krzyśkowiak |
| | HIER ARBEITETE LUIGI LANFRANCHI JG. 1917 ITALIEN ZWANGSARBEIT SEIT 1944 TOT 6.10.1944 BOMBENANGRIFF                                      | Rheinpromenade / Krischerstraße 100 (Rhenania-Ossag Mineralölwerke)      | Luigi Lanfranchi |
| | | Industriestraße 2 (Hefefabrik Uniferm und ehem. Rheinische Pappenfabrik) | Jules Lhomme |
| | HIER WOHNTE UND ARBEITETE IWAN LITWIN JG. 1925 SOWJETUNION ZWANGSARBEIT SEIT 1944 TOT 21.2.1945 BOMBENANGRIFF                            | Frohnstraße 44 (Kettenfabrik Pötz & Sand)                                | Iwan Litwin |
| | HIER ARBEITETE GIOVANNI MAPELLI JG. 1917 ITALIEN ZWANGSARBEIT SEIT 1944 TOT 6.10.1944 BOMBENANGRIFF                                      | Rheinpromenade / Krischerstraße 100 (Rhenania-Ossag Mineralölwerke)      | Giovanni Mapelli |
| | HIER WOHNTE UND ARBEITETE KLOWDIJA MATWEJEWA JG. 1899 SOWJETUNION ZWANGSARBEIT SEIT 1944 BEFREIT                                         | Frohnstraße 44 (Kettenfabrik Pötz & Sand)                                | Klowdija Matwejewa |
| | HIER WOHNTE UND ARBEITETE LIDIJA MATWEJEWA JG. 1926 SOWJETUNION ZWANGSARBEIT SEIT 1944 TOT AN DEN FOLGEN 7.11.1944                       | Frohnstraße 44 (Kettenfabrik Pötz & Sand)                                | Lidija Matwejewa |
| | HIER ARBEITETE NIKOLAUS MISCHENKO JG. 1907 UKRAINE ZWANGSARBEIT SEIT 1942 TOT 7.3.1945 TIEFFLIEGERBESCHUSS                               | Industriestraße 2 (Hefefabrik Uniferm und ehem. Rheinische Pappenfabrik) | Nikolaus Mischenko |
| | HIER WOHNTE UND ARBEITETE ALEXANDRA MUROSCHKOCZ JG. 1905 UKRAINE ZWANGSARBEIT SEIT 1942 TOT 21.2.1945 BOMBENANGRIFF                      | Frohnstraße 44 (Kettenfabrik Pötz & Sand)                                | Alexandra Muroschkocz |
| | HIER ARBEITETE IWAN NEWESENKO JG. 1926 UKRAINE ZWANGSARBEIT SEIT 1942 FLUCHT IN DEN TOD 27.12.1944                                       | Industriestraße 2 (Hefefabrik Uniferm und ehem. Rheinische Pappenfabrik) | Iwan Newesenko |
| | HIER ARBEITETE AURELIA OLCZEWSKÍ JG. 1925 POLEN ZWANGSARBEIT SEIT 1940 BEFREIT                                                           | Bleer Straße 41 (Klarenhof)                                              | Aurelia Olczewski |
| | HIER ARBEITETE JÓZEF OLCZEWSKÍ JG. 1897 POLEN ZWANGSARBEIT SEIT 1940 TOT AN DEN FOLGEN 4.2.1944                                          | Bleer Straße 41 (Klarenhof)                                              | Jozef Olczewski |
| | HIER ARBEITETE PAULINA OLCZEWSKÍ JG. 1899 POLEN ZWANGSARBEIT SEIT 1940 BEFREIT                                                           | Bleer Straße 41 (Klarenhof)                                              | Paulina Olczewski |
| | HIER ARBEITETE TADEUSZ PIPCZYŃSKI JG. 1908 POLEN ZWANGSARBEIT SEIT 1940 FLUCHT IN DEN TOD 3.6.1945                                       | Hofstraße 12 (Großer Hof)                                                | Tadeusz Pipczynski |
| | HIER ARBEITETE CZSESŁAW PITUCHA JG. 1913 POLEN ZWANGSARBEIT SEIT 1940 TOT 6.4.1945 TIEFFLIEGERBESCHUSS                                   | Altjudenhof 1                                                            | Czesław Pitucha |
| | HIER WOHNTE UND ARBEITETE JOSEF E.M.A. PLEERS JG. 1913 BELGIEN ZWANGSARBEIT SEIT 1943 FLUCHT IN DEN TOD 4.8.1943                         | Rheinpromenade / Krischerstraße 100 (Rhenania-Ossag Mineralölwerke)      | Josef Ernst Marie Adolphe Pleers |
| | HIER WOHNTE UND ARBEITETE OLGA PODMARIOWA JG. 191. UKRAINE ZWANGSARBEIT SEIT 1943 FLUCHT IN DEN TOD 10.4.1944                            | Schallenstraße 34 (Hof Hofer)                                            | Olga Podmariowa |
| | HIER ARBEITETE ROBERTO ROSADA JG. 1920 ITALIEN ZWANGSARBEIT SEIT 1944 TOT 6.10.1944 BOMBENANGRIFF                                        | Rheinpromenade / Krischerstraße 100 (Rhenania-Ossag Mineralölwerke)      | Roberto Rosada |
| | HIER ARBEITETE AUGUSTO SANTANDREA JG. 1924 ITALIEN ZWANGSARBEIT SEIT 1944 TOT 6.10.1944 BOMBENANGRIFF                                    | Rheinpromenade / Krischerstraße 100 (Rhenania-Ossag Mineralölwerke)      | Augusto Santandrea |
| | HIER ARBEITETE WASILIJ SELENI JG. 1926 UKRAINE ZWANGSARBEIT SEIT 1942 TOT AN DEN FOLGEN 9.2.1945                                         | Industriestraße 2 (Hefefabrik Uniferm und ehem. Rheinische Pappenfabrik) | Wasilij Seleni |
| | HIER ARBEITETE GASTON SEYER JG. 1912 FRANKREICH ZWANGSARBEIT SEIT 1943 TOT 14.2.1945 BOMBENANGRIFF                                       | Industriestraße 2 (Hefefabrik Uniferm und ehem. Rheinische Pappenfabrik) | Gaston Seyer |
| | HIER WOHNTE UND ARBEITETE RUFINA SMYSCHLJAEWA JG. 1917 SOWJETUNION ZWANGSARBEIT SEIT 1944 TOT 21.2.1945 BOMBENANGRIFF                    | Frohnstraße 44 (Kettenfabrik Pötz & Sand)                                | Rufina Smyschljaewa |
| Bild gesucht Der Benutzer GeorgDerReisende ( Diskussion ) wünscht sich an dieser Stelle ein Bild vom Ort mit diesen Koordinaten 51.089529 6.882019 . Motiv: Frohnstraße 9, die Stolpersteine für Jador und Warwara Stepurko, die Lage und das Haus Falls du dabei helfen möchtest, erklärt die Anleitung , wie das geht. BW                                       | HIER ARBEITETE JADOR STEPURKO JG. 1889 UKRAINE ZWANGSARBEIT SEIT 1942 TOT 26.2.1945                                                      | Frohnstraße 9 (Frohnhof)                                                 | Jador Stepurko |
| | HIER WOHNTE UND ARBEITETE WARWARA STEPURKO JG. 1895 SOWJETUNION ZWANGSARBEIT SEIT 1942 BEFREIT                                           | Frohnstraße 9 (Frohnhof)                                                 | Warwara Stepurko |
| | HIER ARBEITETE ANNA SZCZOTKA JG. 1917 POLEN ZWANGSARBEIT SEIT 1941 TOT AN DEN FOLGEN                                                     | Opladener Straße 79                                                      | Anna Szczotka |
| | HIER ARBEITETE WLADISLAW SZCZOTKA JG. 1911 POLEN ZWANGSARBEIT SEIT 1941 BEFREIT                                                          | Opladener Straße 79                                                      | Wladisław Szczotka |
| | HIER ARBEITETE STANISŁAW TOMCZYK JG. 1919 POLEN ZWANGSARBEIT SEIT 1939 TOT 21.2.1945 BOMBENANGRIFF                                       | Kapellenstraße 36                                                        | Stanisław Tomszyk |
| | HIER WOHNTE UND ARBEITETE GERARDUS TUKKER JG. 1921 NIEDERLANDE ZWANGSARBEIT SEIT 1944 TOT 21.2.1945 BOMBENANGRIFF                        | Industriestraße 2 (Hefefabrik Uniferm und ehem. Rheinische Pappenfabrik) | Gerardus Tukker |
| | HIER ARBEITETE BOLESŁAW URBANIAK JG. 1921 POLEN ZWANGSARBEIT SEIT 1940 BEFREIT                                                           | Parkstraße 6 (Hof Bamberg)                                               | Bolesław Urbaniak |
| | HIER ARBEITETE STEFAN URBANIAK JG. 1916 POLEN ZWANGSARBEIT SEIT 1940 TOT AN DEN FOLGEN 21.3.1945                                         | Parkstraße 6 (Hof Bamberg)                                               | Stefan Urbaniak |
| | HIER WOHNTE UND ARBEITETE JOHANNES DE WAAL JG. 1920 NIEDERLANDE ZWANGSARBEIT SEIT 1944 TOT 21.2.1945 BOMBENANGRIFF                       | Industriestraße 2 (Hefefabrik Uniferm und ehem. Rheinische Pappenfabrik) | Johannes de Waal |
| | HIER WOHNTE UND ARBEITETE ROMAN WASCHENIN JG. 1904 SOWJETUNION ZWANGSARBEIT SEIT 1944 BEFREIT TOT 3.6.1945                               | Frohnstraße 44 (Kettenfabrik Pötz & Sand)                                | Roman Waschenin |
| | HIER WOHNTE UND ARBEITETE WARWARA WERNIGORA JG. 1909 UKRAINE ZWANGSARBEIT SEIT 1942 TOT 21.2.1945 BOMBENANGRIFF                          | Frohnstraße 44 (Kettenfabrik Pötz & Sand)                                | Warwara Wernigora |
| | HIER ARBEITETE KAZÍMIERZ ZAŁĘWSKI JG. 1914 POLEN ZWANGSARBEIT SEIT 1941 TOT AN DEN FOLGEN NOV. 1941                                      | Bleer Straße 201 (ehemaliges Gut Blee)                                   | Kazimierz Załewski |

## Verlegungen
- 5. November 2015: Ernst Kolisch
- Juni 2019: Leienstraße und Schallenstraße in Baumberg, Rheinpromenade/Ecke Krischerstraße, Frohnstraße 9 und 44 sowie Industriestraße[1]

Die Existenz zweier Stolpersteine, die in der Industriestraße 2 verlegt worden sein sollen, konnte bislang nicht verifiziert werden. Es handelt sich um Stolpersteine für den Niederländer Johannes Wilhelm Huygevoort, der im Rhein ertrank, und für den Franzosen Jules Lhomme, der an Lungentuberkulose erkrankte und in den letzten Tagen des NS-Regimes im Krankenhaus Opladen starb. Angekündigt wurde die Verlegung von weiteren acht Stolpersteinen, die im Jahr 2021 verlegt werden sollen. Vor dem Haus Frohnstraße 26 sollen Stolpersteine an Isidor Herz, Helene und Hermann Wagner erinnern. Die vor dem Haus Frohnstraße 14 liegenden fünf Stolpersteine sollen ergänzt werden durch Stolpersteine für vier Mitglieder der Familie Blumenfeld sowie für Walter Herz.